# Korund
Korund (staroindijsko kauruntaka - rubinasto rdeča) je mineral aluminijevega oksida in spada med okside.
Spada med najbolj dragocene kamne, ki krasijo marsikatero krono in so v ponos mnogim zbirkam.

## Sestava minerala
Korund vsebuje 53% aluminija in 47% kisika, skoraj vedno pa tudi kovinske okside, ki mu dajejo barvo: tako mu npr. krom obarva rdeče, modro barvo pa mu daje majhna vsebnost titana.

## Različice minerala
Glede na prisotnost kovinskih oksidov ločimo več variant korunda:
- levkosafir
- navadni korund
- orientalski ametist
- orientalski smaragd
- orientalski topaz
- rubin
- safir

## Nahajališča
V Sloveniji lahko najdemo le rožnato obarvani navadni korund v vasi Visole nad Slovensko Bistrico na Pohorju.
Po svetu so znana nahajališča korundov v Severni Makedoniji (kamnolom marmorja Sivec pri Prilepu), Italiji (Mosso Santa Maria), Franciji, Nemčiji (Fulda, Laacher See), Švici (Campo Longo), Grčiji (Naksos), na Češkem (Čejov, Drahonin, Kloub, Merunice), v Rusiji (Ural), Kazahstanu (Semis Bugu), ZDA (Alabama, Georgia, Karolina, Kolorado, Montana, Nevada), Kanadi (Bancroft, Craigmont), Braziliji, Južni Afriki, Madagaskarju (Ambasitra), Tanzaniji, Nigeriji, Indiji, Bengaliji, Madrasu, na Šrilanki (Adams Peak), v Burmi (Mogok), na Tajskem (Chantabun) in Borneu ter v Kitajski, Japonski, Afganistanu in Avstraliji.

## Uporaba
Uporablja se ga predvsem v draguljarstvu, saj sta rubin in safir med najbolj cenjenimi dragimi kamni. Lepo obarvani čisti rubini celo presegajo ceno diamanta.
Navadni korund pa se uporablja kot brusilno sredstvo.